# Новозеландская биржа
Новозеландская биржа (англ. New Zealand Exchange) — фондовая биржа, расположенная в Веллингтоне, Новая Зеландия.
Биржа входит в Федерацию фондовых бирж Азии и Океании. 

## Биржевые индексы
Основной индекс NZSE40 составляют 40 наиболее ликвидных акций. Торговая сессия длится с 9:30 до 15:30 с понедельника по пятницу. Взаиморасчеты производятся через автоматическую межброкерскую расчетную систему. Платежи осуществляются за наличные, если не оговорены другие условия. Максимальный срок поставки по контракту — пять рабочих дней с даты торгов.